# Милан Стојановић (фудбалер, 1988)
Милан Стојановић (Лесковац, 10. мај 1988) српски је фудбалер који тренутно наступа за Радник из Сурдулице.

## Каријера
Родом из Конопнице, Стојановић је каријеру започео као шеснаестогодишњак у Власини. Одатле је отишао у белгијски Локерен с којим је потписао двогодишњи уговор. Оперисао је менискус и заједно с Ибрахимом Сомеом био је на списку повређених играча. Обојица су каријеру наставила у Бежанији. Током сезоне 2009/10. поново је играо за Власину, а затим је годину дана био члан сурдуличког Радника. Лета 2011. постао је фудбалер Радничког из Свилајнца. Пред наредну сезону приступио је екипи Слоге из Петровца на Млави. С тим саставом је освојио прво место на табели Српске лиге Запад и остварио пласман у савезни ранг. Током такмичарске 2014/15. постигао је 12 погодака, укључујући и хет-трик против Колубаре, што га је сврстало на друго место листе стрелаца Прве лиге Србије. Већину погодака постигао је из слободних удараца. Крајем јула 2015. потписао је за бањалучки Борац, а ту је остао до краја исте календарске године. У јануару следеће године склопио је једногодишњу сарадњу с Металцем из Горњег Милановца. По њеном истеку је напустио клуб. Потом је отишао у Шахтјор из Карагандија. Ту је 2017. био најбољи стрелац тима с десет постигнутих погодака. Почетком наредне године продужио је уговор с клубом. У јуну 2018. вратио се у сурдулички Радник и потписао једногодишњи уговор. Задржао се до зимског прелазног рока. Недуго затим постао је играч Окжетпеса. Током 2021. године играо је за Туран, а још једну сезону провео је као играч Окжетпеса у другом степену казахстанског такмичења. Сурдуличком Раднику, по трећи пут у каријери, приступио је у фебруару 2023. године.

## Трофеји, награде и признања

### Екипно
Слога Петровац на Млави
- Српска лига Запад : 2012/13.[12][14]

Окжетпес
- Прва дивизија Казахстана : 2022.[26]

### Појединачно
- Најбољи фудбалер Браничевског округа за 2014. годину[27]
- Најбољи стрелац Шахтјора из Карагандија у 2017. години с десет постигнутих погодака[18]